# Tanzim (Libanon)

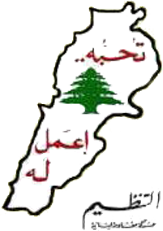
Logo der Al-Tanzim (1970–1990).

Al-Tanzim (auch: Al-Tanzym, At-Tanzim arabisch التنظيم, DMG at-Tanẓīm ‚die Organisation‘) war eine ultranationalistische geheime Militär-Vereinigung und Miliz, die von christlichen Aktivisten in den frühen 1970er Jahren im Libanon gegründet wurde, später jedoch weitgehend säkular war. war und eine wichtige Rolle im Libanesischen Bürgerkrieg spielte.

## Emblem
Das Emblem der Gruppe war eine Karte des Libanon mit einer Libanon-Zeder im Zentrum und der Phrase „Du liebst es, Arbeite für es“. Das Emblem wurde 1970 während einer Expedition der Tanzim ins Dorf Kfarchouba im Distrikt Hasbaya District, Gouvernement Nabatäa, geschaffen. Die Aktion sollte die betroffene Bevölkerung beim Wiederaufbau unterstützen, nachdem Luftangriffe der Israelischen Luftstreitkräfte (IAF) schwere Zerstörungen angerichtet hatten. Kfarchouba ist ein hauptsächlich muslimisches Dorf im Südlibanon und diese Aktion verdeutlichte die nationalistischen aber säkularen Ideale der Tanzim.

## Ursprünge
Die Tanzim entstand 1969 aus einer kleinen Gruppe junger Offiziere der Streitkräfte des Libanon, die gegen das Kairoer Abkommen waren. Sie trennten sich daraufhin von der Partei Kata’ib (Phalange) und protestierten gegen deren anfängliche Weigerung, landesweit militärisches Training einzuführen und die libanesische Bevölkerung zu bewaffnen um „den Libanon zu verteidigen“ vor der „palästinensischen Bedrohung“.
Unter der Führung von Obad Zouein gehörten zu den Gründern Aziz Torbey, Samir Nassif und Fawzi Mahfouz (Abu Roy). Sie alle waren ehemalige militante Mitglieder der Jugendorganisation von Kata’ib und Veteranen der Libanonkrise 1958. Sie entschieden sich dazu, eine paramilitärische Organisation im Untergrund aufzubauen um die Libanesische Armee beim Kampf um die Verteidigung des Landes zu unterstützen.
Kurz nach der Gründung eröffnete die Gruppe ein Büro in Beirut in dem hauptsächlich griechisch-orthodoxen Viertel Achrafieh, wo sie bald begannen auch Zivilisten als Mitglieder ihrer Organisation anzuwerben. Beispielsweise auch Milad Rizkallah, welcher der Tanzim 1970 beitrat. Die meisten Aspiranten entstammten der Oberklasse und der Mittelklasse mit vielen gut ausgebildeten Personen, sowie der Maronite League (الرابطة المارونية ar-Rābita al-Mārūniyya). Die zivilen Kader der Bewegung waren die Triebkräfte für eine politische Struktur und ein Program der neuen Bewegung. 1970–71 entstand so der politische Flügel der Tanzim. Diese Gruppe begann ihre Aktivitäten unter dem Decknamen Harakat al-Arz (arabisch حركة الأرز ‚Zedernbewegung‘, en.: Movement of the Cedars MoC, frz.: Mouvement des Cedres MdC).

## Struktur und Organisation
Seit der Gründung lehnte die Tanzim die verbreitete monozentrische Führungsstruktur der traditionellen politischen Parteien im Libanon ab. Sie pflegte eine kollegiale Entscheidungsfindungsstruktur namens „Madschlis al-Qiyāda“ (مجلس القيادة - „Befehlendes Konzil“). Es war das erste Gremium dieser Art im Libanon. Aber selbst eine kollektive Führungsstruktur ermöglichte es bestimmten Persönlichkeiten, dominante Positionen in der Führung der Bewegung einzunehmen. Der Arzt Dr. Fuad Chemali ist dafür ein Beispiel, zusammen mit seinem Kollegen Dr. Jean Fares (1972) und in der Folge der Rechtsanwalt Georges Adwan (1973).
Die Bewegung betätigte sich seit 1969 in der heimlichen militärischen Ausbildung christlicher Freiwilliger in geheimen Camps wie Fatqa und Tabrieh – beide lagen in den Bergen des Distrikt Keserwan. In Zusammenarbeit mit der Kata’ib Partei begann Harakat al-Arz in den frühen 1970er Jahren in aller Stille eine eigene militärische Organisation aufzubauen, deren militärisches Hauptquartier sich in dem überwiegend von Maroniten bewohnten Dekwaneh District in Ost-Beirut befand. Obwohl bis 1977 mehr als 15.000 junge Männer und Frauen in den Camps Ausbildung genossen hatten, rekrutierte die Bewegung nur einige wenige davon. Die Mehrheit der Rekruten schloss sich anderen christlichen Milizen an.
Das hatte verschiedene Gründe: Zum einen wurde das Training im Geheimen durchgeführt und die Rekrutierung war daher besonders schwierig. Außerdem hatte die Organisation nur begrenzte finanzielle Mittel. Die Freiwilligen mussten teilweise selbst für das Training zahlen. Und zudem stellte die Organisation höchste Ansprüche an ihre Mitglieder. Dieser Ansatz zahlte sich insofern aus, als die Organisation im gesamten Krieg die wenigsten Toten zu beklagen hatte, obwohl die Miliz bei vielen militärischen Einsätzen leitende Führung übernahm.
Die Bewegung stand seit Mitte der 1970er in enger Verbindung mit der Armee des Libanon. Einige Beobachter vermuteten sogar, dass die Führung der Arme, welche vorherrschend aus Christen bestand, ziemlich direkt in die Bildung der MoC verwickelt war.
Bei Ausbruch des Bürgerkrieges 1975–76 wurde die Tanzim in autonome mobile Gruppen mit jeweils mehreren dutzend Kämpfern eingeteilt, welche jeweils als „tanzim der Region x oder y“ (=„Organisation der Region x oder y“) bezeichnet wurden. Sie wurden an verschiedene Fronten entsandt, zum Teil in Siedlungen und ihre Befehl war es immer präsent zu sein wenn die Kämpfe es erforderten. Die MoC/Tanzim war eine der wenigen libanesischen Milizen, welche diesen Grad an taktischer Mobilität und Disziplin erreichte.
Anders als die großen christlichen Gruppierungen, war die Tanzim eine der wenigen ideologisch-geprägten Gruppen, neben den Wächtern der Zedern, die niemals eigene Gebietsansprüche stellten und augenscheinlich war die Organisation auch niemals in illegale Geschäften wie Drogenhandel oder Racketeering (illegaler Handel) verwickelt.

## Ausrüstung
Ursprünglich erhielt die Organisation Unterstützung durch die Streitkräfte des Libanon, von welchen Training, Waffen und Munition bereitgestellt wurden. Weitere Gelder und Waffen kamen seit September 1975 auch von Jordanien und Israel. Das meiste davon wurde mit Hilfe der Phalangisten und der Maronitischen Liga durchgeschmuggelt. Der Zusammenbruch der libanesischen Armee im Januar 1976 gab der Tanzim-Miliz die Möglichkeit, sich mit einer großen Vielfalt an modernen Kleinwaffen und auch schweren Waffen einzudecken, die aus den Lagern der LAF entwendet werden konnten oder die von den Israelis zur Verfügung gestellt wurden.

### Frühe Expansion (1975–76)
Die Milizionäre der Tanzim traten erstmals im Mai 1973 während der Unruhen in Bourj el-Barajneh in Beirut öffentlich in Erscheinung, als die Heeresführung der Libanesischen Armee die Einheiten indirekt dazu aufriefen, dass sie die regulären Einheiten dabei unterstützen sollten Guerrillas der Palästinensischen Befreiungsorganisation (PLO) vom Eindringen in Armee-kontrollierte Gebiete abzuhalten. Es dauerte jedoch bis zum Bürgerkrieg 1975–76, dass die MoC/Tanzim eigene militärische Operationen durchführte um die Löcher im Frontverlauf zu stopfen.
Die Disziplin und organisatorischen Fähigkeiten, welche von der MoC bei Beginn des Bürgerkrieges zur Schau gestellt wurden, erlaubten es der Bewegung sich an der Bildung der Allianz der christlich-rechtsgerichteten Parteien und Milizen zu beteiligen, welche letztlich im Januar 1976 zur Bildung der Libanesischen Front führten. Außerdem erlebte die 200 Mann starke Tanzim-Miliz unter der gemeinsamen Führung von Fawzi Mahfouz und Obad Zouein die schwersten Straßenkämpfe in Ost-Beirut, inklusive der Schlacht der Hotels (معركة الفنادق Maʿrakat al-Fanādiq, fr.: Front des Hotels) und der Belagerungen von Karantina, sowie von Tel al-Zaatar (حصار تل الزعتر, fr.: Siège de Tel al-Zaatar). Bei der letzteren Schlacht beteiligte sie sich Berichten zufolge mit 200 Milizionären, angeblich verkleideten Soldaten der Libanesischen Armee.
Die Tanzim unterstützte die Streitkräfte des Libanon im Januar 1976, indem sie sich angeblich freiwillig meldeten, um mehr als ein halbes Dutzend Armeekasernen in den christlich dominierten Distrikten von Ostbeirut, inklusive des Verteidigungsministeriums und den Komplex des Armeehauptquartiers bei Yarze (يرزة) zu verteidigen und zu schützen. Zugleich sah die Bewegung darin eine Möglichkeit, ihre eigenen militärischen Kräfte durch Überläufer aus der regulären Armee auszubauen. und Waffen, Ausrüstung und Fahrzeuge aus den Kasernen zu bekommen. Dadurch wuchs im März 1976 die Truppenstärke der Tanzim auf 1.500 bewaffnete Männer und Frauen an, die über eine kleine Flotte von Geländefahrzeugen und Technischen Fahrzeugen, sowie einige Transportfahrzeuge mit Schweren Maschinengewehren, Rückstoßfreien Geschützen und Luftabwehr-Maschinenkanonen verfügte.
Im selben Monat war die Miliz bereits wieder in den Schlachten in den Regionen von Gouvernement Libanonberg, Ost-Beirut, Al-Mitn und Aley (عاليه‎) gegen „Frühlingsoffensive“ der Libanesischen Nationalbewegung/Joint Forces’ (LNM-JF) und der Libanese Arab Army (LAA, جيش لبنان العربي Dschaisch Lubnān al-ʿArabī, Armée du Liban Arabe, ALA) verwickelt; sie wurde oft als eine „Feuerwehr“ eingesetzt um Lücken in der Front zu schließen, wie zum Beispiel in Aschrafiyya, Tayyouneh-Lourdes, Kahale (الكحالة), Sin el-Fil und Ayoun es-Simane. In dieser Zeit erlitt sie schwere Verluste. Eingegliedert in die Lebanese Forces (القوات اللبنانية&lrm:, al-Quwwat al-Lubnāniyya; fr.: Forces Libanaises) in 1977 spielten die Milizionäre der Tanzims später eine Schlüsselrolle in der Vertreibung des Syrischen Heeres aus dem christlich kontrollierten Ost-Beirut im Februar 1978 während des Hundert-Tage-Kriegs (حرب المئة يوم Harb al-Mi'a Yaum, fr.: La Guerre des Cent Jours), wo sie die Besatzung für den Fayadieh-Yarze-Sektor der Grünen Linie stellten.

### Rückschläge und Re-Organisation 1976–79
Die Syrische Militärintervention im Juni 1976 und deren stille Billigung durch Georges Adwan (welcher zu der Zeit sowohl die Präsidentschaft der MoC, als auch die Rolle des Generalsekretärs der Libanesischen Front vereinigte), führten jedoch zu einer Parteienbildung innerhalb der Bewegung. Es entwickelte sich eine pro-syrische Faktion mit Adwan und eine radikale anti-syrische Majorität mit Mahfouz und Zouein. Ein Versuch von Adwan, in einem Coup das Hauptquartier der Tanzim in Dekwaneh zu übernehmen, führte zu einem tiefgehenden Bruch innerhalb der Organisation. Mahfouz und Zouein spielten in der Folge eine wichtige Rolle. Obwohl sie Adwans Position und Benehmen missbilligten, konnten sie weitere interne Fehden und Morde verhindern (Adwan hatte Tony Khater, ein weiteres Mitglied der Tanzim ermordet hatte). Sie errangen die Kontrolle über die Bewegung und drängten Adwan aus dem Leitungsgremium der MoC/Tanzim.
Schließlich wurde die Vertretung der Bewegung im Kommandorat der libanesischen Streitkräfte von Bachir Gemayel an Mahfouz übertragen, wobei Zouein zum neuen Generalsekretär der Tanzim ernannt wurde, und 1977 erlaubte die neue Führung, dass der militärische Flügel der Tanzim in die libanesischen Streitkräfte aufgenommen wurde. Obwohl ihre Zahl Ende der 1970er Jahre abnahm, blieb das MoC politisch autonom und konnte seine Position als einer der vier Partner in der Libanesischen Front behaupten. 1979 trat die Bewegung schließlich als politische Partei in die Öffentlichkeit, indem sie bei der Einweihungszeremonie des Tabrieh Cedar Memorial (ar.: غابد الشهيد‎ Ghābat asch-Schahīd) zu Ehren ihrer 135 Märtyrer das Partei-Manifest veröffentlichten. Die Partei wurde mit dem Namen Tanzim: Lebanese Resistance Movement, ((T) LRM, ar.: التنظيم: حركة المقاومة اللبنانية‎ at-Tanzīm: Harakat al-Muqāwama al-Lubnaniyya) beziehungsweise Tanzim: Mouvement de Resistance Libanais (T-MRL) eingeführt.

### Spätere Jahre 1979–1990
Mit dem politischen Niedergang der Libanesischen Front Ende der 1980er begann die LRM sich an der Gründung des Central Bureau of National Coordination (CBNC, ar.: المكتب المركزي للتنسيق الوطني al-Maktab al-Markazī li-t-Tansīq al-Watanī, oder: Bureau Central de Coordination Nationale, BCCN) zu beteiligen. Das CBNC war eine Dachorganisation, welche mehrere kleine, überwiegend christliche, politische Gruppierungen und Vereinigungen zusammenfasste, die sich zur Unterstützung der militärischen Übergangsregierung von General Michel Aoun zusammengeschlossen hatten. Die Mitglieder des Tanzim Commanding Council Roger Azzam und Pierre Raffoul stiegen sogar auf in die Führungsriege der neuen Organisation. Ihre ausgesprochene Opposition gegen das Abkommen von Taif, welches unter syrischer Führung geschlossen worden war, führte dazu, dass sie aktiv Aouns unglücklichen Befreiungskrieg 1989-1990 unterstützten, weshalb die Bewegung gezwungen waren, einige Zeit in den Untergrund zu gehen und die meisten ihrer Führer ins Exil mussten.
Trotzdem entschieden sich die meisten Tanzim-Mitglieder im Libanon zu bleiben und pflegten während der 1990er ihre militanten Maßnahmen innerhalb der BCCN weiter und halfen später bei der Gründung der Freien Patriotischen Bewegung (التيار الوطني الحر‎ at-Tayyār al-watanī al-hurr; Courant patriotique libre, CPL), einer größeren anti-syrischen christlichen politischen Koalition, welche im Hintergrund von dem exilierten Aoun gelenkt wurde. Während der Zedernrevolution im März 2005 spielte die Allianz der BCCN-FPM nochmals eine aktive Rolle in den Demonstrationen, welche die Syrische Besetzung des Libanon beendeten.
Als Aoun im April 2005 aus dem Exil zurückkehrte, wurde die FPM als offizielle politische Partei von Aoun eingeführt, wodurch die BCCN ihre Daseinsberechtigung verlor. Unweigerlich zersplitterte die Bewegung und innerhalb weniger Monate verkündete sie öffentlich ihre eigene Auflösung. Sowohl die LRM – die ihre Aktivitäten schon Mitte der 1990er Jahre faktisch eingestellt hatte – als auch die At-Tanzim-Miliz existieren nicht mehr.

## Tanzim-Partei
Die Tanzim Party (ar.: حزب التنظيم‎ Hizb at-Tanzīm, Parti du Tanzim) war eine Splittergruppe der MoC/Tanzim, welche von Georges Adwan kurz nach seinem Rauswurf aus der Führung der Organisation 1976 gegründet worden war. Sie wurde von Syrien unterstützt und bestand aus einer Truppe von 100 bis 200 Männern, welche mit einigen technischen Fahrzeugen und mit HMGs und rückstoßfreien Geschützen ausgestattet waren. Sie operierten vom muslimisch geprägten Sektor von West-Beirut aus. Während des Hundred Days’ War im Februar 1978 wechselten die meisten der Milizionäre der Tanzim Party die Seiten um sich ihren ehemaligen Parteikameraden der MoC/Tanzim-Miliz anzuschließen und kämpften heftig gegen Truppen der Syrischen Armee in den Distrikten Fayadieh und Yarze in Ost-Beirut. Ihrer Kampfkraft beraubt wurde die „Tanzim Party“ immer mehr an den Rand gedrängt und stellte ihre Aktivitäten Mitte der 1980er ein.
Adwan konnte politisch jedoch überleben und 1989–1990 bemühte er sich sogar, allerdings erfolglos, darum eine Vereinbarung zwischen Michel Aouns Armee und den libanesischen Truppen unter Samir Geagea auszuhandeln. Nach dem Krieg schloss er sich Geageas Forces Libanaises an, woraufhin er 2005 als Abgeordneter für den Distrikt Chouf in das Parlament gewählt wurde. Die „Tanzim Party“ ist nicht mehr aktiv.

## Kommandanten
- Fuad Chemali
- Jean Fares
- Georges Adwan
- Obad Zouein
- Aziz Torbey
- Samir Nassif
- Fawzi Mahfouz (a.k.a. Abu Roy)
- Milad Rizkallah